# Прожито
«Про́жито» — некоммерческий волонтёрский проект и одноимённый научно-исследовательский центр изучения эго-документов при Европейском университете в Санкт-Петербурге (ЕУСПб). Проект занимается сбором, оцифровкой, научной обработкой и публикацией документов личного происхождения (личных дневников, писем, воспоминаний). Основной публичной частью проекта является онлайн-корпус личных дневников, доступный на сайте prozhito.org.

## История
Проект «Прожито» был создан в начале 2015 года историком Михаилом Мельниченко, программистом Иваном Драпкиным и историком Ильёй Венявкиным. Изначально идея возникла у Мельниченко как инструмент для работы с датированными текстами при написании диссертации о советских анекдотах, часто фиксировавшихся в дневниках. Сайт проекта с первой версией корпуса дневниковых записей, содержавшей 30 000 записей из дневников 100 авторов, был запущен 24 апреля 2015 года.
В первые годы проект существовал как волонтёрская инициатива. В 2018 году участники зарегистрировали некоммерческий фонд поддержки гуманитарных исследований «Прожито». С 2019 года на базе проекта при Европейском университете в Санкт-Петербурге был создан Центр изучения эго-документов «Прожито», директором которого стал Михаил Мельниченко. Это позволило расширить деятельность от сбора текстов дневников к созданию полноценного цифрового архива эго-документов. В сентябре 2024 года была открыта для публичного тестирования бета-версия цифрового архива «Прожито», работающая в парадигмах гражданской науки и общественной архивистики.

## Концепция и цели
Основная задача проекта — создание цифрового «Народного архива» для сбора, обработки и введения в научный и общественный оборот документов личного происхождения, которые часто не попадают в традиционные государственные архивы. Проект работает с широким спектром эго-документов — свидетельствами о прошлом от первого лица (дневники, воспоминания, переписка и т. д.), а также собирает сопутствующие материалы: рукописные фольклорные сборники, дембельские альбомы, школьные анкеты и другие.
«Прожито» стремится сохранить личные истории «простых» людей, показать их важность и сделать доступными для исследователей и широкой публики, не устанавливая ограничений по возрасту, полу или социальному статусу авторов документов. Важной составляющей является работа волонтёров, занимающихся поиском рукописей, их сканированием, расшифровкой, сверкой и разметкой текстов.

## Корпус дневниковых записей
Онлайн-корпус «Прожито» представляет собой электронную библиотеку датированных личных записей, преимущественно дневников, организованную по принципу блог-платформы. Это позволяет пользователям не только читать отдельные тексты, но и работать со всем массивом, используя поиск по датам, авторам (пол, возраст), месту ведения дневника и другим параметрам. Основной раздел корпуса — русскоязычный. По состоянию на весну 2025 года, корпус содержал информацию о 9009 авторах русскоязычных дневников и включал, по утверждению создателей, 660 000 дневниковых записей XVIII—XX веков. Корпус также содержит разделы на украинском, белорусском и казахском языках, которые служат для учёта известных публикаций и не пополняются новыми текстами. Корпус комплектуется текстами из уже существующих публикаций и первопубликациями «Прожито», сделанными на материалах из частных собраний документов.

## Цифровой архив
Цифровой архив «Прожито» представляет собой сводный каталог содержимого частных собраний документов и платформу для их публикации. Создатели проекта позиционируют архив как демократический общественный архив, где могут быть размещены копии различных документов личного происхождения. Публикация документа в архиве может сопровождаться его цифровой копией, текстовой расшифровкой и унифицированным описанием, разработанным создателями архива. Архив принимает на хранение цифровые копии из семейных собраний, а также сотрудничает с государственными архивами, музеями и библиотеками.

## Деятельность и признание

### Использование в исследованиях и образовании
Материалы «Прожито» используются исследователями в области истории, социологии, антропологии, лингвистики и цифровых гуманитарных наук. Проект включался в число крупнейших открытых архивов эго-документов в исследованиях, посвящённых практикам публичной истории. На базе дневников «Прожито» проводятся прикладные исследования, например, лингвистический анализ текстов. Материалы проекта используются в учебных целях, например, в курсах Arzamas.academy и в студенческих проектах ЕУСПб. На основе дневников из архива был создан чат-бот, отвечающий на вопросы о блокаде Ленинграда.

### Публикации и общественные проекты
Центр «Прожито» ЕУСПб издаёт книжные серии на основе материалов архива, такие как «Труды и дни Михаила Красильникова: Дневники 1951—1956 годов» (2024), «„Вы, наверное, из Ленинграда?“: Дневники эвакуированных из блокадного города» (2023) и «„Хочется жить во всю силу…“: дневники подростков оттепели» (2023). В 2021 году команда проекта выпустила печатный сборник блокадных дневников, тираж которого был быстро раскуплен.
Проект сотрудничает с культурными институциями. Например, исторический журнал «Родина» совместно с «Прожито» публикует тематические подборки дневников. «Прожито» выступает партнёром музеев и архивов, проводя открытые семинары и «лаборатории» совместно с Мемориальным музеем ГУЛАГа и Ельцин-центром. Регулярно проводятся публичные расшифровочные сессии — «лаборатории Прожито». Материалы архива использовались для создания театральных постановок и художественных проектов, таких как «Прожито/Нарисовано».

### Оценки и награды
Проект освещался в ряде СМИ. «РБК Стиль» отмечал уникальность проекта, «аналогов которому в мире нет». «Российская газета» характеризовала «Прожито» как «уникальную текстовую базу», создающую «панораму жизни страны в XX веке». Радио «Свобода» представляло проект как «альтернативный взгляд на историю России». Платформа OpenDemocracy описывала «Прожито» как независимый цифровой архив дневников, предлагающий альтернативу государственным архивам.
Создатель проекта Михаил Мельниченко в 2022 году стал лауреатом премии «Топ 50. Самые знаменитые люди Петербурга» в номинации «Наука и жизнь» за работу над «Прожито». Проект регулярно представляется на научных конференциях.

### Поддержка
Проект развивается при поддержке академических и грантовых структур. Мероприятия «Лаборатории Прожито» проводились в рамках гранта Российского научного фонда (№ 19-18-00221) по изучению эго-документов России начала XX века. В 2020 году сообщалось о планах оцифровывать материалы русской эмиграции из австралийской периодики при поддержке международных фондов.

## Значение
Проект «Прожито» является ресурсом для исследователей в различных гуманитарных науках, предоставляя доступ к массиву источников личного происхождения. Он способствует сохранению свидетельств жизни людей, не оставивших значительного следа в официальных документах, и используется в образовательных целях. «Прожито» рассматривается как заметное явление в сфере цифровых гуманитарных наук и общественной архивистики в России.